# Macropsis albinervis
Macropsis albinervis är en insektsart som beskrevs av Vilbaste 1965. Macropsis albinervis ingår i släktet Macropsis och familjen dvärgstritar. Inga underarter finns listade i Catalogue of Life.